# محطة زيون للطاقة النووية

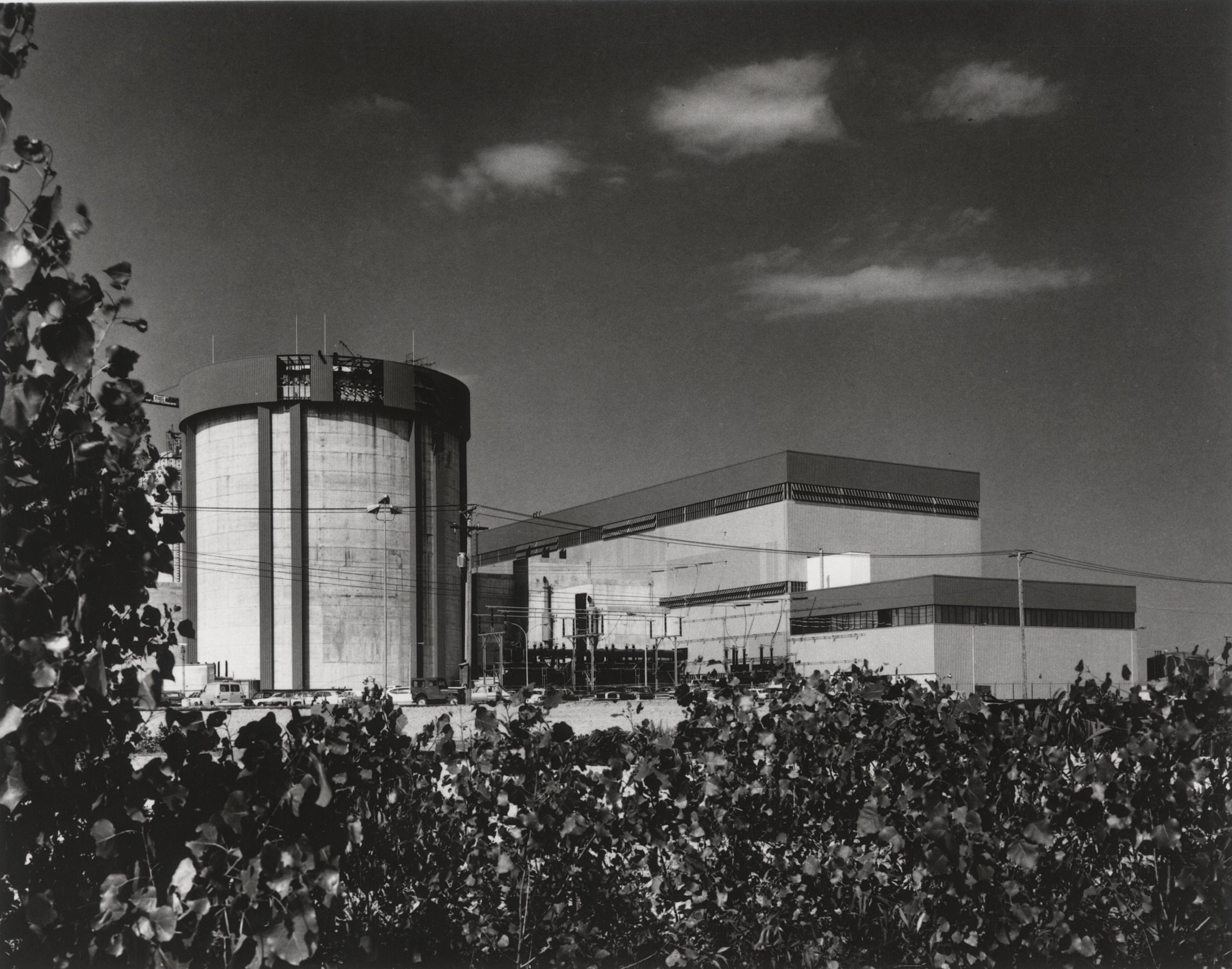
محطة زيون للطاقة النووية

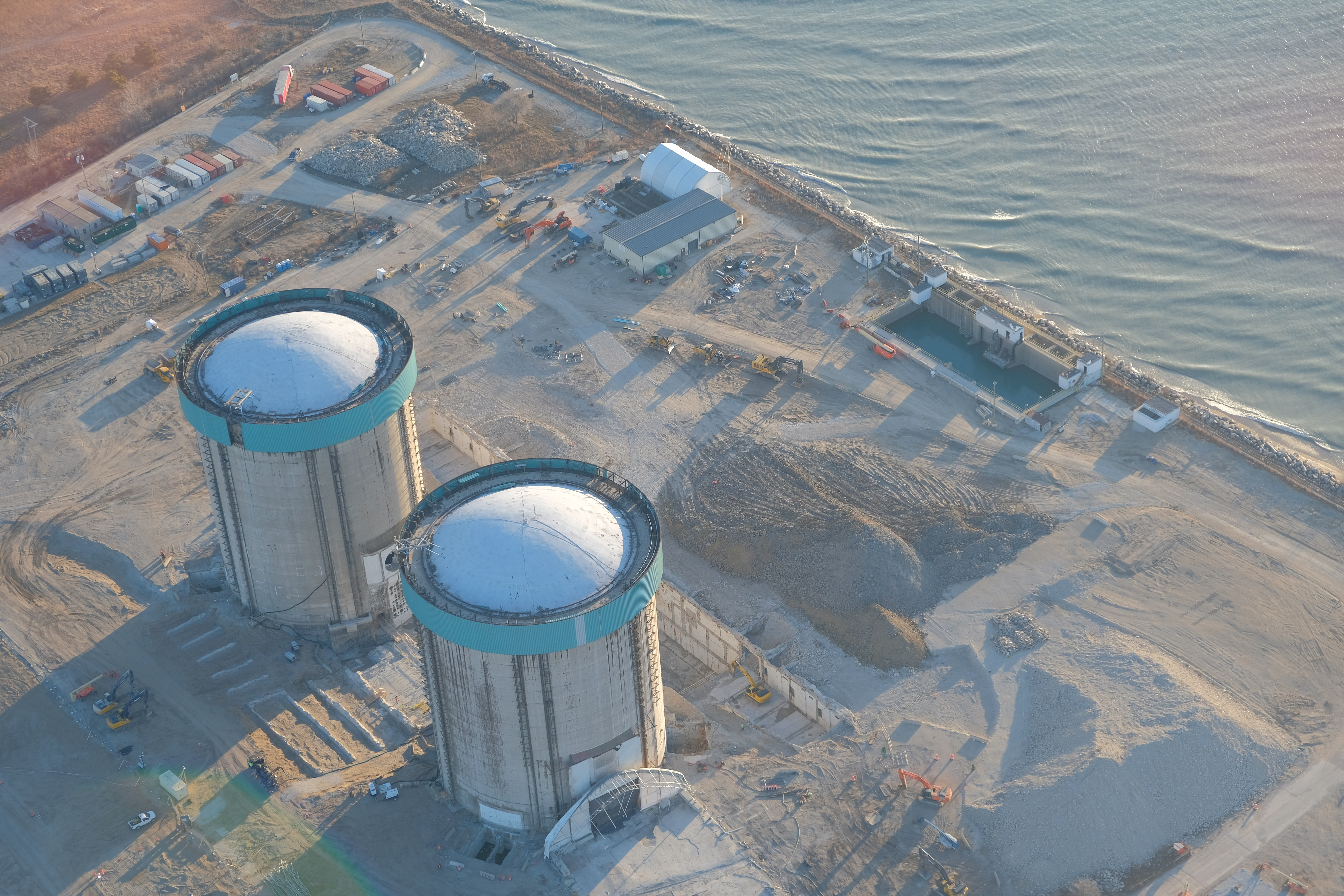
تم التقاط هذه الصورة من بعد 800-1000 قدم فوق مستوى سطح الأرض.

محطة زيون للطاقة النووية هي ثالث محطة للطاقة النووية ثنائية المفاعلات في شبكة الكومنولث إديسون (ComEd).

## نبذة
تقع المحطة في مدينة شيكاغو في ولاية إلينوي. تم بناء المحطة في عام 1973، وبدأت أول وحدة إنتاج الطاقة في ديسمبر 1973 والوحدة الثانية بدأت في سبتمبر 1974.
تقدر مساحة المحطة 257 فدان (104 هكتار) تبعد عن شيكاغو 40 ميل من جهة الشمال.

## الإيقاف
المحطة لم تكن تعمل منذ منتصف فبراير 1997، وتم إيقاف المحطة رسميا في 13 فبراير 1998 وانتهت صلاحية رخصة تشغيل المحطة في عام 2013.
ذكرت مقالة في شيكاغو صن تايمز في 7 يناير 2017 أن إغلاق المحطة النووية أثر اقتصاديا على مدينة زيون.

## حريق المحطة
في 14 فبراير 2013، اندلع حريق صغير في محطة زيون النووية المقفلة، وذكرت الحكومة الفدرالية بإنه تم إخماد الحريق باستخدام طفاية واحدة ولم تحدث تسربات إشعاعية أو مخاطر على السكان.